# فضای مرده ۲
فضای مرده ۲ (به انگلیسی: Dead Space 2) یک بازی ویدئویی به سبک ترس و بقا است که توسط شرکت ویسرال گیمز ساخته شد و به‌وسیلهٔ شرکت الکترونیک آرتس برای پلی‌استیشن ۳، ایکس‌باکس ۳۶۰ و مایکروسافت ویندوز منتشر شد. این بازی در ژانویه ۲۰۱۱ در آمریکای شمالی و اروپا انتشار یافت.
فضای مرده ۲ دومین قسمت اصلی در سری فضای مرده، و ادامهٔ بازی فضای مرده است. برخلاف نسخهٔ پیشین فضای مرده، این بازی امکان بازی در حالت چندنفره را دارد.

## داستان
داستان فضای مرده ۲ از آنجا شروع می‌شود که آیزاک کلارک نقش اول این بازی در دژ فضایی تحت مراقبت‌های ویژه قرار گرفته است. دلیل برگشت آیزاک به دژ، یافتن دوست دختر سابقش نیکل است که در لحظات آخر فضای مرده او را از دست می‌دهد. آیزاک که امیدوار بود نیکل را زنده بیابد برای بار دوم پا به آن دژ ترسناک گذاشت. این بازی از همان لحظه اول نشان می‌دهد که آیزاک به شدت در توهم نیکل است.